# Camp Astrid

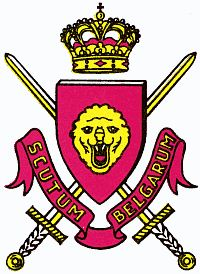
Wappen Belgische Streitkräfte in Deutschland

Camp Astrid [kæmp astrid] ist der Name einer ehemaligen belgischen Kaserne, die nach dem Zweiten Weltkrieg von der damaligen belgischen Besatzungsmacht 1951 im Propsteier Wald bei Eschweiler im damaligen Landkreis Aachen (heute Städteregion Aachen) errichtet wurde. Dazu wurde am 9. August 1951 von der belgischen Besatzungsmacht 283,1 Hektar im Forstrevier Propstei für militärische Zwecke vereinnahmt. Der offizielle Name war Quartier Reine Astrid auf Französisch bzw. Kwartier Koningin Astrid auf Niederländisch – benannt nach Astrid von Schweden. Der Kaserne angegliedert war ein Material- und Munitionsdepot. Der umlaufende Zaun der gesamten Liegenschaft hatte eine Länge von etwa 10 Kilometer und umschloss ein Areal von 350 Hektar.

## Stützpunkt der Belgischen Streitkräfte in Deutschland

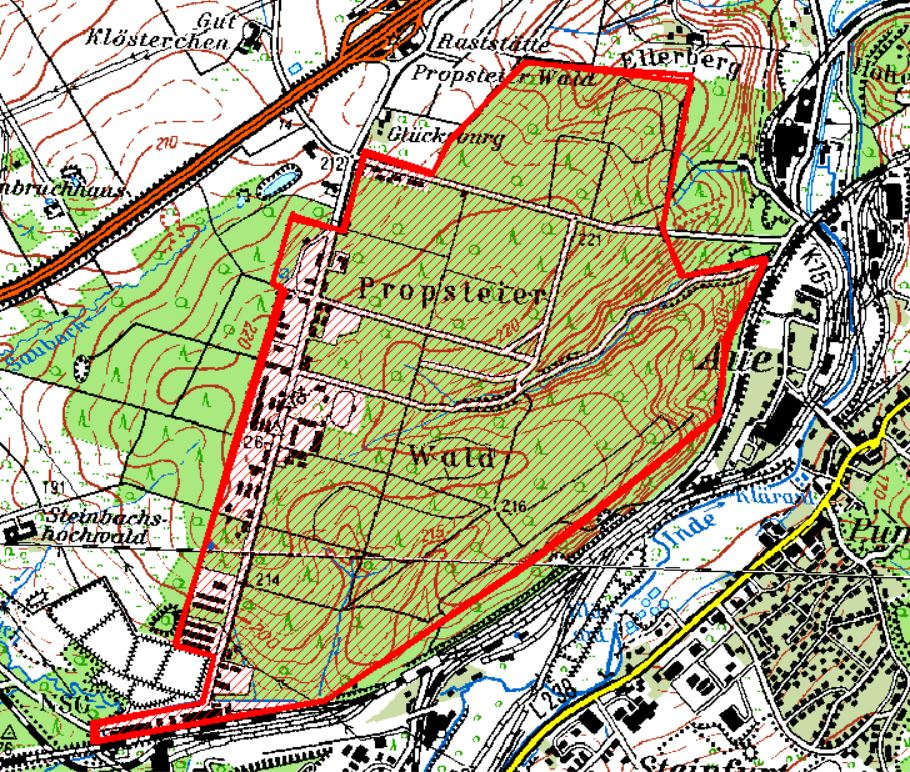
Camp Astrid, ehemalige belgische Kaserne und Materialdepot
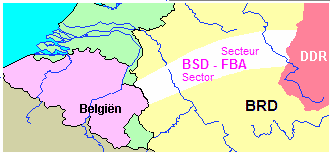
Karte des BSD-Korridors

In Camp Reine Astrid waren Logistikeinheiten und der Stab des 29. Logistikbataillon der Belgischen Streitkräfte in Deutschland (BSD) stationiert. Angegliedert waren mehrere Materialdepots für Fahrzeuge, Ersatzteile usw. und ein Munitionsdepot des 1. Belgischen Armee-Corps.
Das Camp und das Munitionsdepot waren durch einen Zaun voneinander getrennt. In dem Depot lagerte Munition für die in Deutschland stationierten belgischen Bataillone. Bis zu 1.200 Soldaten waren in Camp und Depot zeitgleich stationiert. Insgesamt wurden in der Hochzeit der Lagereinrichtung zwischen 1951 und 1958 und dann vereinzelt bis 1992 insgesamt 194 Gebäude und Anlagen im Truppenbereich entlang des Glücksburgweges und 371 Gebäude im weit verstreuten Munitionslager errichtet (MSP 1996). Ein zentraler Munitionslagerbereich mit 93 Gebäuden wurde auf einer Fläche von 20 Hektar im Jahr 1962 angelegt.
Im direkten Umland befanden sich weitere belgische Einrichtungen des 1. Belgischen Armee-Corps, so in Aachen, Merzbrück, Eschweiler, Düren und Vogelsang.
Die BSD unterhielten in ihrem Korridor von Aachen bis Kassel zahlreiche weitere Garnisonen: Weiden (Hauptquartier des 1. Belgischen Corps), Aachen-Hitfeld, Aachen-Brand, Merzbrück, Düren, Euskirchen, Köln, Köln-Dellbrück, Köln-Longerich, Köln-Ossendorf, Flughafen Köln-Butzweilerhof, Bergisch Gladbach-Bensberg, Troisdorf-Spich, Siegen, Lüdenscheid, Arnsberg, Werl, Soest, Brakel, Marsberg-Essentho, Bad Arolsen, Kassel und weitere kleinere Standorte.
Bis zum Eintritt der Bundeswehr in die NATO 1955 und die Aufgabe des Besatzerstatus (Aufenthaltsvertrag) stellte die Liegenschaft exterritoriales Gebiet dar.

## Militärische Aufgabe und Tätigkeitsschwerpunkte
Die primäre Aufgabe war der Nachschub, die Versorgung der Einheiten mit sogenannten Verbrauchsgütern. Daraus resultierten die Tätigkeiten des militärischen Transports, der Umschlag, das Lagern und das Bewachen von Material und Munition, das Bergen und Instandsetzen der Fahrzeuge und der Gerätschaften, das Gewährleisten der Einsatzbereitschaft der Fahrzeuge und des Gerätes.
Weiterer Schwerpunkt und Aufgabe war die Ausbildung der Soldaten in militärischer Hinsicht und in ihren fachlichen Verwendungen.
Die Anlage verfügte über einen eigenen Gleisanschluss, so dass Transporte auch über die Schiene abgewickelt werden konnten. Ferner hatte sie eine nur für militärische Fahrzeuge zugelassene Autobahnanschlussstelle unmittelbar an der Raststätte Aachener Land.
Das im Wald gelegene Camp hatte viele Einrichtungen, die den belgischen Soldaten das Arbeiten und Leben für sie und ihren Familien angenehm machen sollten: Kirche, Casino, Kino, Freibad, Post, Einkaufsladen, Sportplatz, Tennisplatz, Sporthalle und Angelteich. Die Familien der Zeit- und der Berufssoldaten wohnten hingegen in Stolberg in eigenen Siedlungen außerhalb der Kaserne. Die Kinder gingen in eigene Schulen.
Ende 1946 war auch der Baubeginn des Camp Eschweiler im Eschweiler Stadtwald beim Donnerberg. Es wurde später in Camp Zeebrugge umbenannt und ist zusammen mit Camp Astrid die zweite belgische Kaserne auf Eschweiler Stadtgebiet. Die ersten belgischen Soldaten rückten im Sommer 1947 ein. Am 20. Dezember 1956 wurde das belgische Camp Zeebrugge teilweise von der neu aufgestellten Bundeswehr übernommen, und als Donnerberg-Kaserne besteht sie heute noch.
Das 1. Belgische Corps wurde mit Aufnahme der Bundesrepublik Deutschland in die NATO 1955 von der Besatzungsmacht zur Schutzmacht und war Teil der NATO-Kräfte in dem den Belgiern zugewiesenen Korridor, der auf 270 km Länge und 190 km Breite von Aachen bis Kassel reichte.
Volker Rühe, von 1992 bis 1998 Bundesminister der Verteidigung, überreichte 1995 persönlich in Anerkennung gemeinsamer Arbeit für Friede und Freiheit das Fahnenband der Bundesrepublik Deutschland.

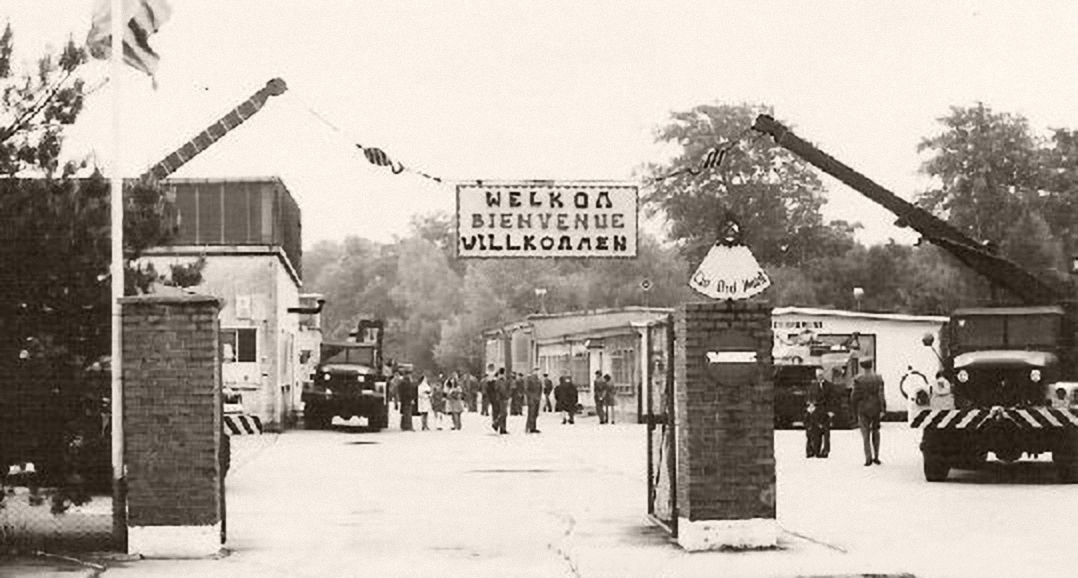
Camp-Astrid 1969 am Tag der offenen Tür, hier der Südeingang nahe Atsch
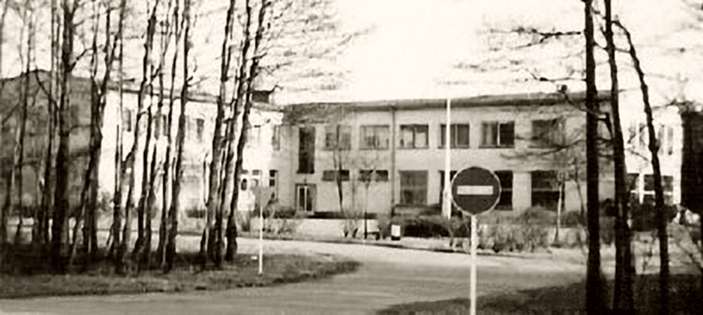
Offiziersmesse 1969
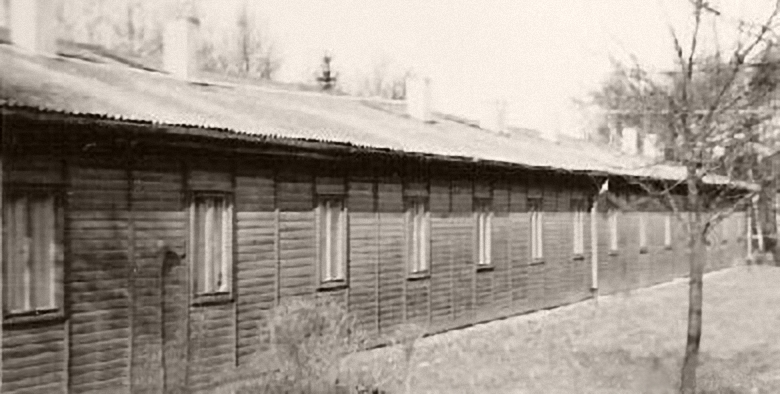
Mannschaftsunterkunft

## Ende der militärischen Nutzung
Durch den Einfluss von Glasnost und Perestroika, den Fall der Mauer und dem Ende des Kalten Krieges wurden auch bei den belgischen Streitkräften Umstrukturierungen vorgenommen. Ein Großteil der belgischen Einrichtungen in Deutschland wurden aufgelöst, die Soldaten nach Belgien zurück versetzt. Das Munitionslager wurde zum 29. März 1995 und das Truppenlager zum 21. November 1995 geräumt. Nach fast 50 Jahren und dem Ende der militärischen Nutzung fiel mit dem Abzug der belgischen Soldaten die Liegenschaft an die Bundesrepublik Deutschland zurück und lag seitdem brach.

## Gewerbegebiet „Camp Astrid“
Die Stadt Stolberg erwarb vom Bundesvermögensamt 32 Hektar vom südlichen Teil des Kasernengeländes, um auf 23 Hektar ein Gewerbegebiet mit Namen „Camp Astrid“ einzurichten. 2004 wurden die baulichen Einrichtungen des Camps abgetragen und große Teile des Waldgebietes auf Stolberger Seite gerodet. Vorhandene Fichtenwaldflächen wurden in Mischwald umgewandelt und 5 ha neuer Wald als Ausgleichsmaßnahme neu angepflanzt. Ende 2006 wurde, nachdem die Stadt Eschweiler ein weiteres Geländestück abgetreten hatte, eine neue südliche Zufahrt gebaut, die über eine Brücke die Trasse der Bahnstrecke Köln-Aachen überquert. Die ersten Grundstücke für eine gewerbliche Bebauung wurden 2007 verkauft.
2025 wurde bekannt, dass die Aachener Waggonfabrik Talbot dort investieren und auf rund 35.000 Quadratmetern eine  Halle mit 220 Metern Länge baut – die größte in der langen Firmengeschichte. Hier sollen künftig unter anderem moderne S-Bahnen und ICE-Züge gewartet und modernisiert werden. Die Firma Aixrail, die nebenan auf 15.000 Quadratmetern eine eigene Halle baut, will dort Dieselloks überholen und modernisieren. Dazu ist wieder ein Anschluss an das vorhandene Schienennetz erforderlich.

## Naherholungsgebiet Propsteier Wald
Die Stadt Eschweiler will den Propsteier Wald als Naherholungsgebiet erhalten und hat mehrere Bereiche als Biotope ausgewiesen. Im Bereich des ehemaligen Munitionsdepots auf Eschweiler Stadtgebiet waren noch hunderte ehemalige Munitionsbunker und Lagerräume zu entfernen. Mit dem Abriss, bzw. Rückbau von rund 400 Verwaltungsgebäuden und Munitionsbunkern und -hütten, annähernd 400 Gebäuderuinen, wurde im Dezember 2021 begonnen. Rund 9000 Tonnen Bauschutt wurden entsorgt. Weiterhin existierende Fundamente der Gebäude sollen in den kommenden Jahren noch nach und nach abgetragen werden.
Die Politik verfolgte drei Ziele für den Propsteier Wald:
- stadtnahe Erholung durch Öffnung eines Teils der Liegenschaft für Spaziergänger, Fahrradfahrer und Jogger. Ursprünglich geplant war diese Öffnung für Ende 2022 / Anfang 2023.
- Errichtung einer großen Photovoltaikanlage auf dem großen zentralen Platz des Camps, da dessen Fundamente sich als zu tief und zu massiv herausgestellt hatten, als das sie zurückgebaut werden könnten.
- (teilweiser) Erhalt der herausragenden Biodiversität, die sich im Laufe der letzten Jahrzehnte hervorragend entwickelt hat.

Am 3. August 2023 fand die Öffnung des Propsteier Waldes durch Lokalpolitiker mit den Worten „Der 'Prop' ist auf! Willkommen im Bürgerwald!“ statt.
Das ausgewiesene Wegenetz, dessen Verlassen durch unzählige Warnschilder (es sollen mehr als 260 Stück sein) verboten wird, ist recht überschaubar und nur wenige Kilometer lang. Ein Zugang ist über die Eschweiler Seite (Glücksburg) als auch über die Stolberger Seite (Gewerbegebiet 'Camp Astrid') möglich.

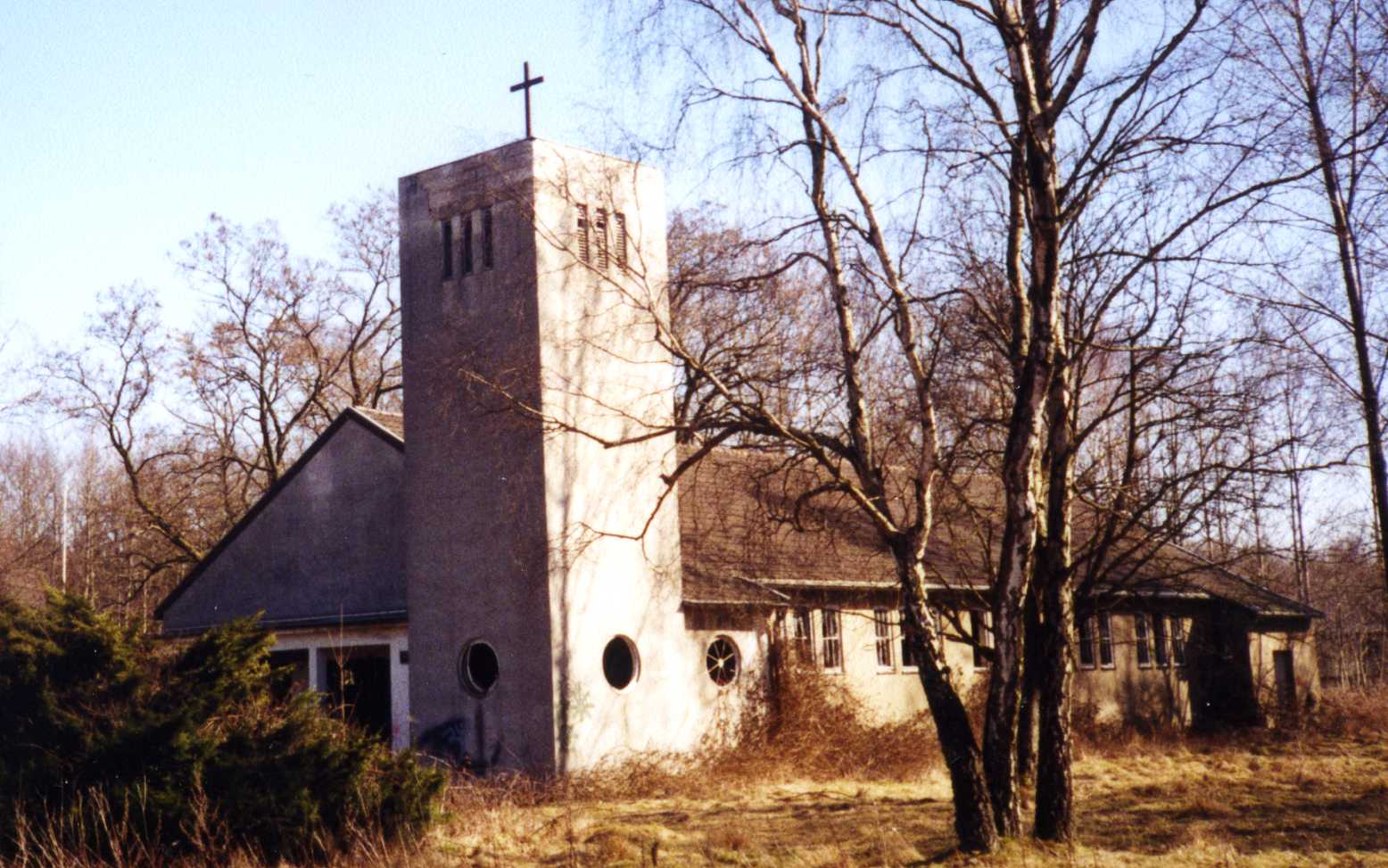
Kirche des ehemaligen Camps (2005)
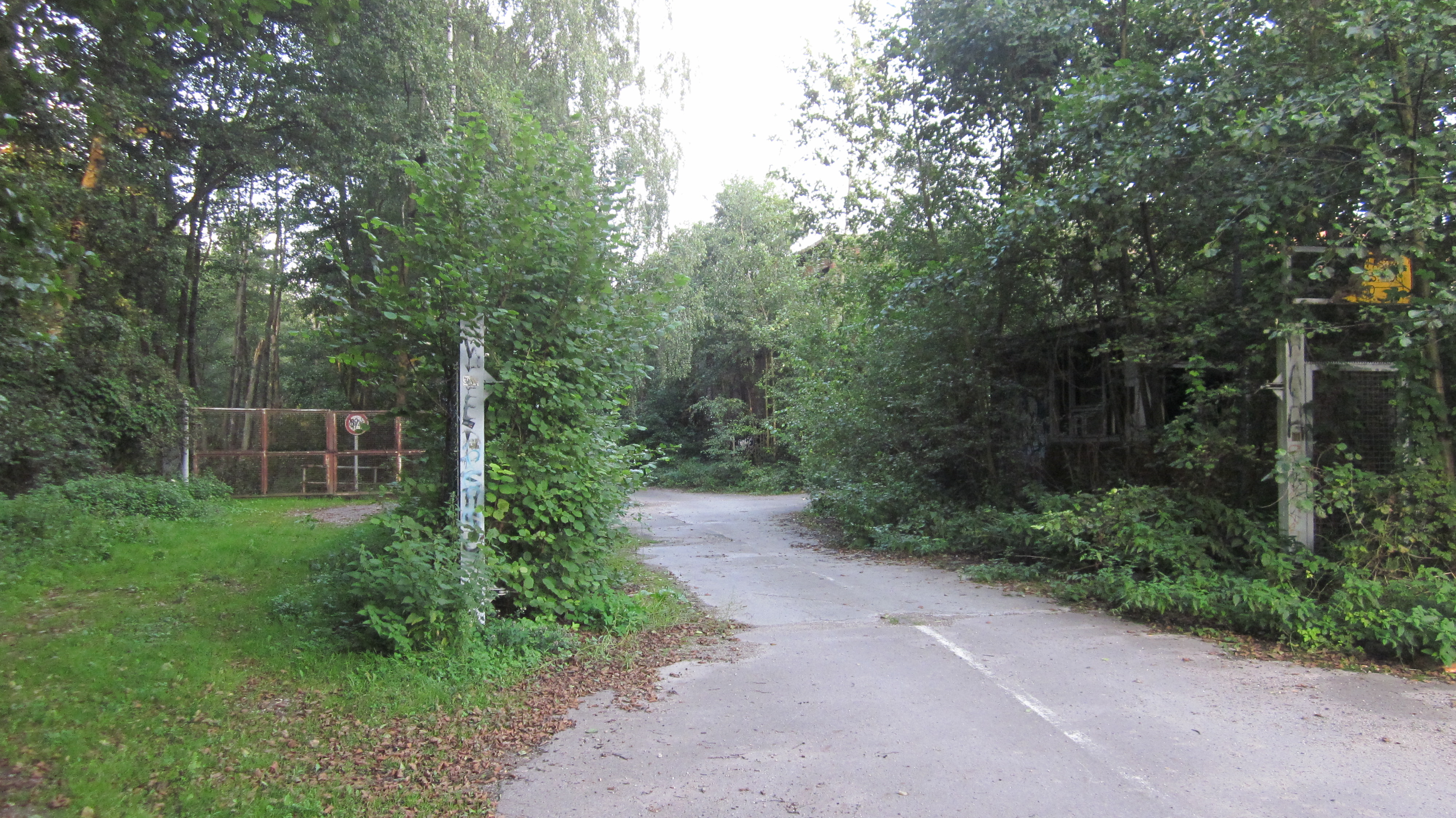
Südeingang mit Wachhäuschen (2011)
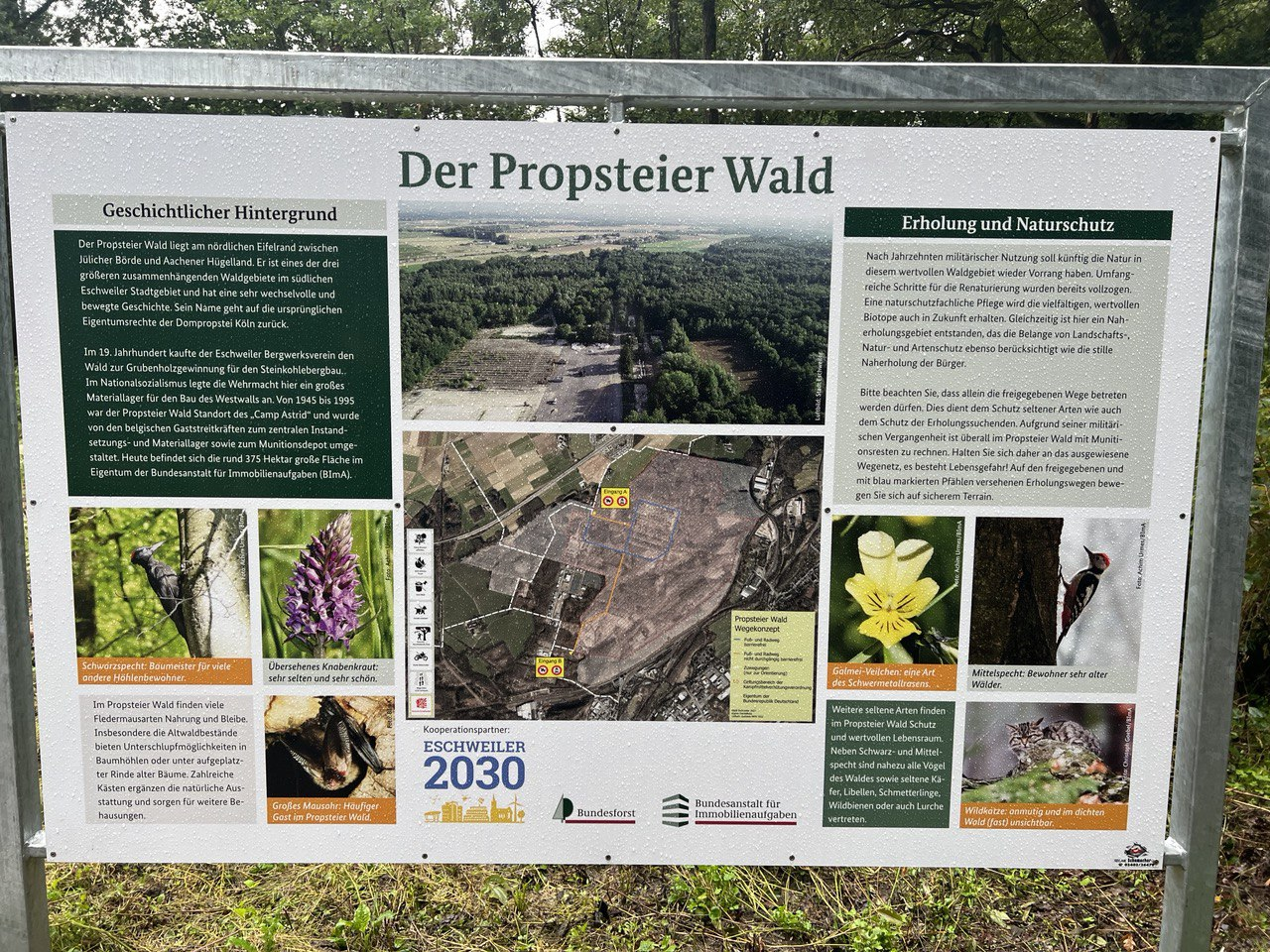
Informationstafel am Zugang Glücksburg (2023)
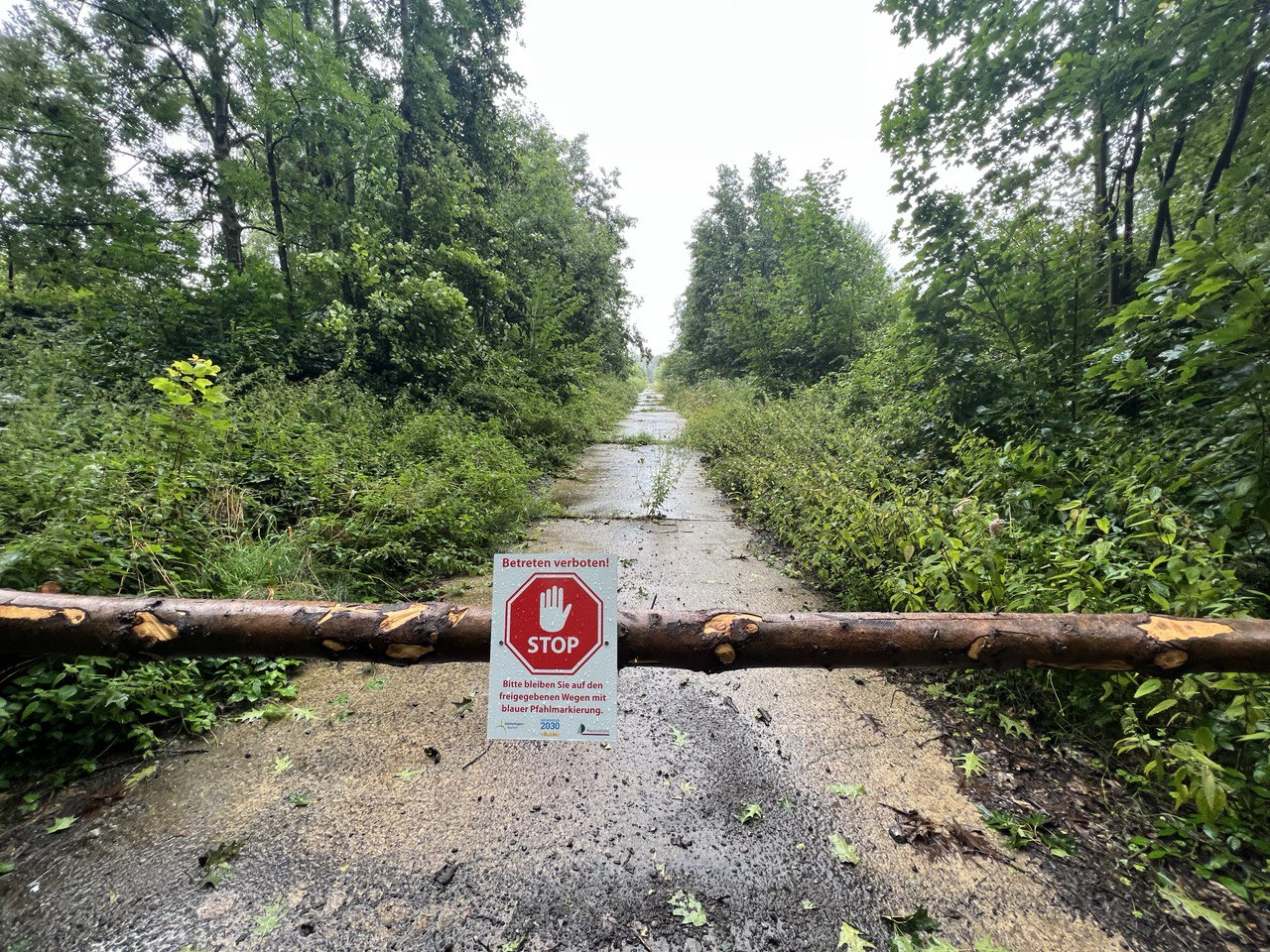
Gesperrter Bereich im ehemaligen Munitionsdepot (2023)
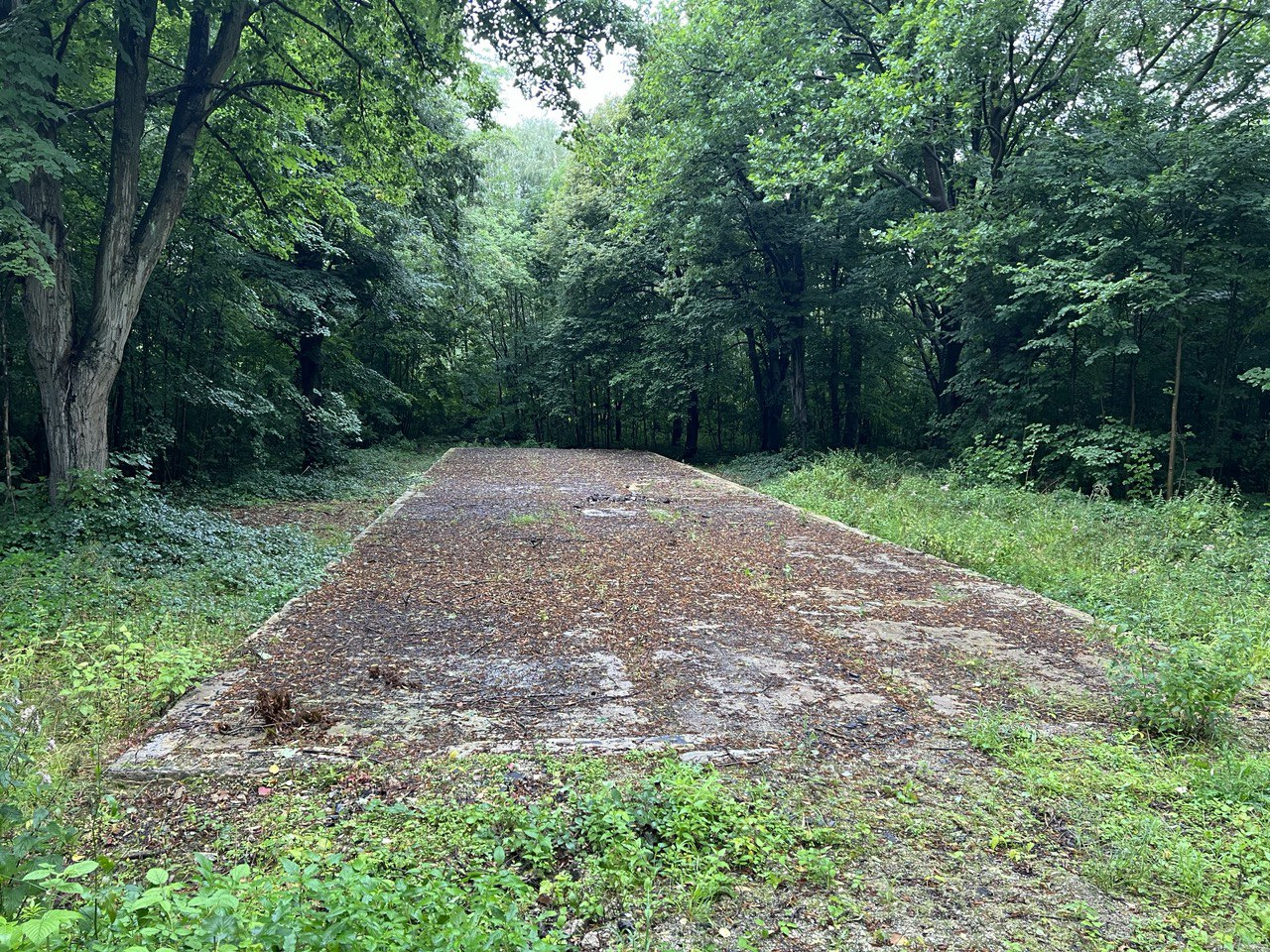
Gebäudefundament im Propsteier Wald (2023)